# Trudovi (medicina)
Trudovi ili kontrakcije materice su ritmična stezanja i opuštanja materice, mišićnog organa u telu žene. Svojim delovanjem trudovi pomažu bebi da zauzme pravilan položaj u materici (glavicom prema dole), i da se postepeno spušta prema porođajnom kanalu. Kao i da se uz njihovu aktivnu snagu završi porođaj ili pobačaj.
Porođajne trudove svaka žena oseća i opisuje drugačije, pa je ponekad teško predvideti njihov početaka i tok. Kad trudovi postanu učestaliji i budu u razmaku od 5 do 7 minuta, trudnica bez panike, polako može  krenuti u porodilište.

## Etiologija
Pri kraju trudnoće bebina glavica koja se spušta prema grliću materice sve više pritiska njeno ušće, što uzrokuje odgovor na neurohormonske stimulanse — lučenje hormona estrogena, oksitocina i prostaglandina, kao i drugih jedinjenja. Njihovim delovanjem, glatka mišićna vlakna materice počinju da se stežu i savijaju. Nakon tih kontrakcija, grlić materice sve više sazreva i postaje prohodan kako bi propustio plod. Da u porođaju postoje samokontrakcije i plod bi bio potisnut naniže, ali bi se po njihovom prestanku ponovo vratio nagore.
U fiziologiji kao normalan termin trudnoće kada dolazi do porođajnih trudova smatra se 41. nedelja nakon poslednje menstruacije. Međutim, trudovi mogu da izazovu porođaj već nakon 37. nedelje. 
Trudovi se šire poput talasa: započinju polako, postepeno jačaju i postaju sve bolniji, i dosežu vrhunac. Nakon toga, postepeno se smanjuju i nestaju. Kako porođaj napreduje, kontrakcije postaju sve jače, pa vrhunac trudova nastupa pre i traje duže.
Za kontrakcije je karakteristična njihova frekvencija, ili učestalost (najmanje 2 za 10 minuta) u toku normalnog (fiziološkog) odvijanja porođaja, koje prati jak bol. Bol nastaje kao posledica: 
- rastezanja zida materice, posebno njenog donjeg dela, i pritiska na okolne nervne ganglije,
- relativne ishemije (smanjenog dotoka krvi u krvne sudove) što izaziva bol.

Tonus ili napetost materičnog misića se registruje u vidu amplituda i može se meriti se na osnovu pritiska plodove vode u materici (u mirnom stanju iznosi 10 do 12 mmHg, a u toku normalne kontrakcije se penje do 50 mmHg stuba). Period između kontrakcija se naziva pauza. Ona sluzi 
za oporavak i odmor krvnih sudova zida materice,i nastaje kao posledica smanjenog snabdevanja krvi tokom kontrakcija.
Aktivnost materičnog zida (kontraktibilnost) tokom trudova može da se otkrije kliničkim pregledom, ali je daleko efikasnija primena kardiotokografije, ultazvučna metoda, kojom  se precizno registruju aktivnosti materičnog zida tokom trudova.

## Kontrakcije uterusa
Jačina trudova definiše se::  frekvencijom, amplitudom (intenzitetom) i trajanjem kontrakcije.
Normalna aktivnost materice
Smatra se da kod normalne aktivnosti materice, trudnica ima 5 ili manje trudova, u 10 minuta u vremenu od 30 minuta. 
Tahisistolija
Tahisistolija je pojava više od 6 trudova unutar 10 minuta. 
Amplituda kontrakcija
Amplituda kontrakcia može se kvantitativno procieniti samo pomoću katetera koji meri pritisak u plodovoj vodi. Na osnovu vednosti pritiskaa i broja trudova unutar 10 minuta može se kvantitativno izraziti aktivnost uterusa pomoću Montevideo jedinica (npr. 3 truda, intenziteta po 50 mmHg, unutar 10 minuta, predstavljalo bi aktivnost od 150 Montevideo jedinica).
Preterano jaki trudovi (previsokog intenziteta ili trajanja) mogu biti uzrok  produžene fetalne hipoksije tokom porođaja, što se češće događa kada su trudovi farmakološki indukovani.

## Razlika između pripremnih i porođajnih trudova
Trudovi mogu biti pripremni, prevremeni i porođajni.
- Pripremni trudovi — koje osećaju žene već nekoliko nedelja trudnoće: smatraju se nepravilnim kontrakcijama, koje izazivaju bol poput menstrualnih grčeva - u predelu bubrega ili donjeg dela leđa.
- Prevremeni trudovi — koji se mogu završiti sa i bez porođaja, smatraju se komplikacijama porođaja i trudnoće
- Porođajni trudovi — od počeka nastupaju vrlo intenzivno i ritmično. Ako je pukao vodenjak, vrlo brzo mogu da uslede trudovi.

### Diferencijalna dijagnoza
Kako su rani porođajni trudovi često slični pripremnim trudovima, diferencijalno dijagnostički treba imati ovo u vidu. Jedini siguran pokazatelj početka porođaja su pravi trudovi — kao bolno i učestalo stezanje materice, koje postaje pravilnije, koji se karakterišu:
- trudovi su sve jači,
- trudovi traju sve duže,
- razmaci između kontrakcija su sve kraći.
- ne nestaju opuštanjem, promenom položaja ili aktivnostima,
- ponekad su propraćeni želudačnom nervozom, grčevima ili prolivom.
- najčešće ih karakterišu bolovi koji započinju u krstima i šire se prema napred, u donji deo stomaka i gornji predeo bedara.

## Komplikacije
Kao moguće komplikacije u kontrakcijama materice mogu se javiti; slabi i jaki trudovi, što zahteva adekvatan tretman po principima intenzivnog akušerskog nadzora.
Slabi i retki trudovi
U toku porođaja moze doći do poremećaja ritma i intenziteta mišicne aktivnosti materice (kontrakcija), odnosno nastaje inercija - kada je njihov intenzitet ispod 25 mm Hg (normalno je 50 mm Hg) a učestalost ispod 2 puta u 10 minuta.
Kako narušeni ritam trudova utiče na dalje napredovanje porođaja, odnosno izaziva njegov zastoj,  kontrakcije se moraju stimulisati lekovima. Ta stimulacija se naziva indukcija (npr indukcija oksitocinom).
Prejaki i učestali trudovi
Materica može da reaguje i prejakim kontrakcijama, kada je njihov intenzitet više od 60 mmHg , a učestalost preko 4 puta u 10 minuta. Kod ovakvog toka porođaja interveniše se lekovima koji smanjuju aktivnost zida materice. Ta terapijska mera se naziva blokada trudova - tokoliza.

### Mogući uzroci komplikacija
Mogući uzroci komplikacija zbog nepravilnosti materičnih kontrakcija mogu biti:
- nepravilny (sužena) karlice,
- nepravilan položaj ploda (čeoni, karlični),
- postojanja mioma,[25]
- krvarenje,[26]
- metabolički poremećaji,
- starost trudnice,
- gravidalne toksemije - preeklampsija,[27][28][29]
- šećerna bolest,
- strah - emocionalna napetost,
- rano prskanje vodenjaka.

### Terapija komplikacija
Indukcija i dedukcija porođaja, kod trudnicas sa napravilnim trudovima mora da seizvesti po principima intenzivnog akušerskog nadzora, uz neprekidno praćenje kardiotokografijom, ultrazvukom, medikamenatima, a često se mora porođaj okončati operativnim putem - carskim rezom. Takvim pristupom u savremenom porodiljstvu ovi problemi se uspešno rešavaju.

## Spoljašnje veze
- „Sve što treba da znate o porođajnim trudovima”. Архивирано из оригинала 30. 10. 2019. г. Приступљено 30. 10. 2019. — www.yumama.com

|  | Molimo Vas, obratite pažnju na važno upozorenje u vezi sa temama iz oblasti medicine (zdravlja). |